# الجمعية الأوروبية للأورام الطبية
الجمعية الأوروبية للأورام الطبية (ESMO) هي المنظمة الرائدة في مجال الأورام الطبية.بها 25،000 عضو يمثلون المتخصصين في علم الأورام من أكثر من 150 دولة في جميع أنحاء العالم، تأسست عام 1975.

## حوليات الأورام
تأسست حولية للأورام في عام 1990 تتبع للجمعية، وتنشر مقالات تتناول الأورام الطبية والجراحة والعلاج الإشعاعي وأورام الأطفال، والبحوث الأساسية والإدارة الشاملة للمرضى الذين يعانون من أمراض خبيثة. حوليات الأورام هي المجلة الرسمية للجمعية ومن عام 2008 للجمعية اليابانية للأورام الطبية (JSMO).

## إرشادات الممارسة السريرية للجمعية
تهدف إرشادات الممارسة السريرية إلى تزويد المتخصصين في علم الأورام بمجموعة من التوصيات لأفضل معايير رعاية مرضى السرطان ، بناءً على نتائج الطب المسند بالأدلة. يتضمن كل دليل للممارسة السريرية معلومات عن حدوث الورم الخبيث ومعايير التشخيص ومراحل المرض وتقييم المخاطر وخطط العلاج والمتابعة المصممة لمساعدة أطباء الأورام على تقديم رعاية ذات جودة مناسبة لمرضاهم.

## المؤتمرات
يحضر المؤتمر السنوي الذي يعقد كل عام من قبل 25،000 مشارك. ويعرض المؤتمر أحدث التطورات العلمية في البحوث الأساسية والعافية والسريرية للسرطان ويعرض النتائج الجديدة للتنفيذ العملي في كل يوم رعاية المرضى.

## الموارد التعليمية الطبية المستمرة
تنشر الكتيبات وتقارير الاجتماعات العلمية وإرشادات التدريب الطبي في مجال الأورام. وتقدم الجمعية زمالات للتدريب البحثي لأطباء الأورام الشباب، واختبار في علم الأورام الطبية، وبرنامج اعتماد للمعاهد التي توفر للمرضى الرعاية المتكاملة الداعمة والملاطفة. من خلال منصة الشبكات المهنية عبر الإنترنت يتعاون أعضاء الجمعية ويتفاعلون ويتبادلون المعرفة حول مواضيع البحث والممارسة السريرية.

## الجمعية الأوروبية لحجم الأورام الطبية من مقياس الفوائد السريرية
الجمعية الأوروبية لحجم الأورام الطبية من مقياس الفوائد السريرية (ESMO-MCBS)،  نشرت الجمعية في عام 2015 النسخة الأولى من مقياس حجم الفوائد السريرية لتصنيف حجم الفائدة السريرية لعلاجات السرطان التي تتضمن فعالية والبقاء على قيد الحياة على المدى الطويل والآثار الجانبية لأي عامل مضاد للسرطان في درجة واحدة. تم تحديث المقياس مع نشر الإصدار 1.1 في عام 2017. النماذج متاحة من الموقع الرسمي للجمعية. 